# Delfo Zorzi
Delfo Zorzi, noto anche come Roi Hagen (波元路伊?, Hagen Roi) (Arzignano, 3 luglio 1947), è un ex terrorista, attivista e imprenditore italiano naturalizzato giapponese.
Ex esponente di Ordine Nuovo, fu accusato, dai collaboratori di giustizia Carlo Digilio, Martino Siciliano e Edgardo Bonazzi, di essere l'esecutore materiale della strage di piazza Fontana a Milano e di Piazza della Loggia a Brescia ma, dopo un tortuoso percorso giudiziario, fu definitivamente assolto da ambedue le accuse.
La sua colpevolezza fu definita solo, pur se prescritta, per alcuni attentati minori commessi dalla cellula veneziana di Ordine Nuovo, in quanto «Zorzi a Trieste e Gorizia collocò candelotti di gelignite» che non detonarono (mentre in piazza Fontana fu usato «un esplosivo diverso e di maggiore potenza»), e per la partecipazione alle riunioni in cui la cellula padovana di ON di Franco Freda organizzò gli attentati ai treni dell'estate 1969, che non fecero vittime ma solo feriti.
La sentenza definitiva di assoluzione per piazza Fontana precisa inoltre che «la cellula veneziana di Maggi e Zorzi» nel 1969 organizzava attentati terroristici, ma riguardo ai due imputati «non è dimostrata la loro partecipazione alla strage del 12 dicembre».

## Biografia

### Studi e la militanza in Ordine Nuovo
Nativo di Arzignano ma residente a Mestre, dove la sua famiglia commerciava in pellami, figlio di un geologo dei servizi segreti. Nel 1964 partecipò all'Operazione manifesti cinesi, una campagna di disinformazione contro il Partito Comunista Italiano, ideata da Federico Umberto D'Amato, manifesti inneggianti alla Unione Sovietica stalinista. I manifesti erano a firma di fantomatici gruppi comunisti italiani stalinisti. Furono scritti dal giornalista Giuseppe Bonanni, de Il Borghese. Mario Tedeschi diede l'incarico della loro diffusione a Stefano Delle Chiaie, che diede ordine dell'affissione a Mestre a Martino Siciliano, Delfo Zorzi e Paolo Molin.
Aderì al Centro Studi Ordine Nuovo di Pino Rauti nel 1966, ma nel 1968 si trasferì a Napoli per studiare Lingue orientali all'Istituto Universitario Orientale dove si laureò, con 110 e lode, nel 1974 con una tesi sul nazionalismo giapponese dalla restaurazione imperiale Meiji alla seconda guerra mondiale, avendo come relatore il prof. Piero Corradini, il quale segnalò Zorzi a Oreste Vaccaro per l'assegnazione di una borsa di studio per il trasferimento di Zorzi in Giappone. Con Pio Filippani Ronconi, direttore del seminario di indianistica, diede l'esame di sanscrito. All'Università nel 1968 iniziò a frequentare la giovane Annamaria Cozzo la quale, iscritta al FUAN, aveva preso parte alla battaglia di Valle Giulia.
Il 9 ottobre 1968, con Giampietro Mariga e Martino Siciliano prese parte all'assalto della sede del Partito Comunista Italiano di Campalto a Mestre. L'obiettivo, secondo le rivelazioni dello stesso Siciliano, era l'asportazione dell'elenco degli iscritti per individuare taluni che svolgevano opera di controinformazione nei confronti di Ordine Nuovo. La sede fu devastata e fu prelevata la bandiera del PCI. Il 17 novembre del 1968 fu arrestato con Giampietro Mariga perché sorpreso dalla polizia in possesso di un mitra, un elmetto, una tuta mimetica e una piccola quantità di esplosivo. A seguito dello scioglimento del Centro Studi aderì a Ordine Nuovo, di cui divenne capo cellula a Mestre città dove era maestro di judo nella palestra di via Felisati.
Secondo il pentito Siciliano, implicato contemporaneamente anche in un tentativo di rapimento dell'editore e attivista di sinistra Giangiacomo Feltrinelli, Delfo Zorzi (con Siciliano stesso) fu protagonista attivo di molte azioni del gruppo, compreso il furto di 30 chilogrammi di esplosivo alle cave di Arzignano e Chiampo, reato confermato dalla testimonianza di Carlo Digilio. Siciliano lo descrive come duro e con tendenze violente: «Zorzi era un tipo deciso e determinato e voleva la distruzione dell'avversario. Un giorno, per dimostrare la sua virilità ariana ha strozzato con le sue mani un gatto davanti a tutti noi. Ha pestato a freddo diversi militanti che si erano resi colpevoli di qualche debolezza. Ad uno, dopo averlo picchiato, gli ha strofinato il viso contro un muro di cemento. Lui pensava che i camerati dell'Msi potevano sbagliare per debolezza ma non quelli di Ordine Nuovo».
Nel novembre 1969, il gruppo di Ordine Nuovo guidato da Zorzi, in occasione del progettato viaggio del Presidente della Repubblica Saragat nella Repubblica Socialista Federale di Jugoslavia pianificò degli attentati dimostrativi contro la scuola slovena di Trieste e contro il cippo di confine jugoslavo. Il gruppo di cui faceva parte, oltre a Zorzi stesso, pure Martino Siciliano e la Cozzo, poco prima di mezzanotte si portò sugli obiettivi e lasciò un ordigno sulla finestra della scuola e un altro presso il cippo di confine posto davanti alla stazione di Gorizia ma in territorio jugoslavo. Entrambi gli ordigni programmati per esplodere a mezzanotte, al fine di non provocare alcuna vittima, però non deflagrarono e nel giro di alcuni giorni furono rinvenuti dalle forze dell'ordine. La mancata esplosione fu determinata dal mal funzionamento della batteria dell'orologio.
(Testimonianza del pentito Martino Siciliano ai magistrati)
Nel dicembre avvenne il primo fatto che avrebbe coinvolto Zorzi in una lunghissima vicenda processuale: la strage di piazza Fontana a Milano, mentre nel 1974 il secondo avvenimento, la strage di piazza della Loggia a Brescia.

### Trasferimento in Giappone
Laureatosi brillantemente nel 1974 con il prof. Piero Corradini, ottenne, tramite la segnalazione dello stesso prof. Corradini al linguista Oreste Vaccari, una borsa di studio per soggiornare in Giappone, dove cominciò ad insegnare italiano all'università.
Nel 1977 un'inchiesta dell'Espresso rivelò che dall'autunno 1975 al giugno 1976 Zorzi aveva lavorato, con lo pseudonimo "Alfredo Rossetti", come corrispondente dal Giappone del Popolo, giornale della Democrazia Cristiana, grazie alla sua amicizia con il redattore Angelo Padovan. Secondo l'inchiesta, di questi contatti sarebbe stato al corrente anche Dario Antoniozzi, interessato a rafforzare le relazioni bilaterali con il Partito Liberal-Democratico giapponese, in particolare con la fazione di destra guidata da Masaaki Nakayama. Zorzi avrebbe agito da tramite tra i due partiti all'insaputa dell'ambasciata italiana in Giappone, che si opponeva all'accordo. A seguito dell'inchiesta, Padovan fu costretto a dimettersi.; ammise poi di aver conosciuto Zorzi durante un viaggio in Giappone, durante il quale aveva intervistato Nakayama, ma di non aver mai saputo che fosse un "uomo di destra". 
Nel 1980 ritornò in Italia dove a Venezia si sposò con la giapponese Yoko Shimoji, originaria di Okinawa. Grazie alle ingenti disponibilità economiche della moglie pose le fondamenta della ditta di import export che lo portò al successo come imprenditore. Nello stesso periodo conobbe Ryoichi Sasakawa, uno dei più influenti finanziatori della Destra nipponica. Nel 1985 fu spiccato contro di lui un mandato di cattura internazionale per ricostituzione di partito fascista, ma il governo giapponese negò l'estradizione. Nel 1987 fu condannato in contumacia a 10 anni, ma la corte di appello e di cassazione ribaltarono il verdetto, assolvendolo in via definitiva. Il mandato di cattura fu così revocato.
A seguito del matrimonio, nel 1989 ottenne anche il passaporto giapponese, opportunità raramente concessa dal Giappone e che nel suo caso andò contro alcune regole con permesso speciale del Ministero della Giustizia nipponico (uno dei 5 criteri è "condotta sempre generalmente buona e nessun passato di comportamento sedizioso"), vista la militanza in un gruppo considerato eversivo dall'Italia. Con la nuova nazionalità assunse, come prescritto all'epoca dalla legge locale, il nuovo nome di Hagen Roi (波元路伊), il cui cognome (Hagen) in giapponese significa «origine delle onde».

### Le accuse dei pentiti inerenti alla strage di Piazza Fontana
Nel 1995 Martino Siciliano, che si era da tempo trasferito a Tolosa dove si era ricostruito una vita, vide il suo nome saltare fuori nell'ambito delle indagini su piazza Fontana. Siciliano perse quindi il proprio lavoro e chiese aiuto all'amico Zorzi che si impegnò ad assumerlo in una sua azienda a San Pietroburgo. Siciliano si recò in Russia ma per motivi non appurati rientrò immediatamente in Italia. Siciliano raccontò in particolare di una riunione tra i due veneziani Carlo Maria Maggi e Zorzi e i padovani Franco Freda e Giovanni Ventura in cui si sarebbe delineata la strategia inerente agli attentati ai treni e di una presunta confessione di Zorzi in merito alla strage di piazza Fontana.
Nel 1993, già il pentito Carlo Digilio, l'unico ordinovista mai condannato in via definitiva per aver partecipato alla strage di piazza Fontana, seppur con un ruolo marginale, aveva iniziato a rilasciare dichiarazioni ma un ictus, che lo colpì poco dopo, quasi lo uccise. Digilio sostenne di essere un agente della CIA infiltrato in Ordine Nuovo e di aver raccolto la confidenza di Zorzi in cui avrebbe sostenuto di aver preso materialmente parte all'attentato.
Il magistrato Guido Salvini diede il via al settimo processo per la strage di piazza Fontana che vide stavolta sul banco degli imputati: Zorzi, Carlo Maria Maggi e Giancarlo Rognoni. Zorzi e Maggi guidavano la cellula veneziana-mestrina di Ordine Nuovo mentre il milanese Rognoni era accusato di aver fornito la logistica per l'attentato. Nel frattempo Martino Siciliano decide di interrompere la collaborazione accusando la magistratura italiana di non aver mantenuto fede alle promesse fattegli e di pagarlo una «miseria». Significativo il fatto che nel 1995 il giudice veneziano Felice Casson avesse inserito Siciliano nel registro degli indagati poiché secondo l'accusa di Maggi un ufficiale dei ROS gli avrebbe offerto una cospicua somma in cambio di rivelazioni importanti, somma che sarebbe stata accettata da Siciliano. Nel 1995, durante l'iter giudiziario, Digilio fu invece colpito da un ictus che ne diminuì sensibilmente le capacità mnemoniche e le sue testimonianze, anche del 1993 e 1994, furono considerate inattendibili. Vincenzo Vinciguerra in tribunale il 3 marzo 1993 dichiarò di come Zorzi fu arruolato, dopo il primo arresto nel 1968, da Elvio Catenacci nell'Ufficio affari riservati del Ministero dell'Interno, per il quale già il padre geologo aveva lavorato.. Sempre Vinciguerra, già nel 1984, testimonia di come Zorzi gestisse i contatti di Maggi con i funzionari di Polizia e che Zorzi era "perfettamente integrato nella struttura di Polizia". Per quanto riguarda Siciliano furono accertati in seguito avvenuti contatti tra quest'ultimo e Zorzi e di versamenti di denaro.
Il 13 aprile 2000 il neo fascista Edgardo Bonazzi si unì a Digilio e Siciliano e dichiarò che Guido Giannettini dei servizi segreti gli indicò Zorzi come autore materiale del fatto.
Tutti e tre i presunti responsabili furono condannati all'ergastolo il 30 giugno 2001 con sentenza di primo grado. Il governo italiano richiese l'estradizione al Giappone dove Zorzi in cui si era trasferito diversi anni prima, ottenendone un rifiuto poiché, avendo alcuni anni prima ottenuto la cittadinanza nipponica (pur conservando anche il passaporto italiano), la legge giapponese esclude l'estradizione di propri cittadini, anche in virtù del fatto che il reato di strage, secondo la legge del paese orientale, si prescrive in soli 15 anni. Lo stesso Zorzi dopo la condanna all'ergastolo dichiarò la sua indisponibilità a rientrare in Italia definendo «inaffidabili» i giudici italiani.
Successivamente, il 12 marzo 2004, la Corte d'assise d'appello di Milano ha ribaltato il verdetto ed ha assolto Zorzi e gli altri due imputati «per non aver commesso il fatto». La Cassazione il 3 maggio 2005 ha inoltre rigettato il ricorso proposto contro tale sentenza e le spese processuali sono state imputate ai familiari delle vittime che si erano costituiti parte civile.
Nel giugno 2005, al termine dell'ultimo processo su piazza Fontana, riaperto negli anni '90 a Milano ha indicato la responsabilità di «terroristi di destra del gruppo padovano di Ordine Nuovo» e quindi, come la sentenza afferma esplicitamente, di Franco Freda e Giovanni Ventura (in quanto capi della cellula di Padova) in ordine alla strage, anche se non sono più processabili in quanto assolti in via definitiva. Secondo la Cassazione, così come per la Corte d'appello, anche la cellula veneziana di cui erano parte Maggi e Zorzi organizzava attentati nel 1969, ma «non è dimostrata la loro partecipazione alla strage del 12 dicembre».
La Cassazione giudica così inattendibile il pentito di Ordine Nuovo Carlo Digilio, che nel frattempo era morto il 12 dicembre 2005, che secondo la Corte le sue testimonianze «non erano quasi mai corredate da necessari elementi esterni di verifica» mentre certifica veridicità e genuinità di quanto dichiarato da Martino Siciliano, ossia che «Siciliano ha partecipato alla riunione con Zorzi e Maggi dell'aprile '69 nella libreria Ezzelino di Padova» in cui «Freda annunciò il programma degli attentati ai treni». Tuttavia, poiché tali bombe non provocarono vittime, non è dimostrato il coinvolgimento di Maggi e Zorzi nella strategia stragista di Freda e Ventura.

### Altre accuse per la strage di Piazza della Loggia
Nuovamente, basandosi esclusivamente sulle dichiarazioni di Carlo Digilio, Zorzi fu indagato e rinviato a giudizio anche per la strage di piazza della Loggia. 
Nel 2002 il pentito Martino Siciliano, già teste chiave nel processo per la strage di piazza Fontana scagionò Delfo Zorzi da ogni accusa ma venne poi indagato per favoreggiamento così come il legale di Zorzi Gaetano Pecorella. A Siciliano sarebbero andati 500.000 euro per ritrattare la testimonianza e per il trasferimento in Colombia.. Le indagini sul presunto favoreggiamento si conclusero con l'archiviazione nel 2010.
Il 16 novembre 2010 la Corte d'assise di Brescia assolse per insufficienza di prove tutti e cinque gli imputati. Nella motivazione dei giudici di Brescia, la testimonianza di Carlo Digilio, «provato da debolezza fisica e psichica dovuta all'ictus», fu giudicata inattendibile come già lo fu nel caso della strage di Milano. Tra questi furono assolti anche il generale Francesco Delfino accusato di aver depistato le indagini nella prima fase e Pino Rauti per non aver commesso il fatto su richiesta della stessa accusa.
Tutti gli imputati furono nuovamente assolti anche in appello, in seguito al ricorso della Procura generale di Brescia contro l'assoluzione in appello, Zorzi fu definitivamente assolto dalla Cassazione nel 2014 insieme a Delfino (per Pino Rauti intervenne l'estinzione del procedimento, essendo questi deceduto nel frattempo).
Al termine del processo Zorzi dichiarò la propria solidarietà ai parenti delle vittime: «Sento sinceramente il bisogno di sottolineare l'empatia che provo nei confronti dei parenti delle vittime della strage di Brescia in quanto posso ben comprendere la loro sofferenza avendo, in maniera e misura molto diversa, sofferto moltissimo anch'io, sotto tutti i profili personali e professionali». Aggiungendo che «un'oscura regia ha voluto a tutti i costi ricercare per le stragi un colpevole che fosse rigorosamente 'fascista' e, sottolineo, non 'il colpevole'.» e dicendosi certo dell'innocenza di Carlo Maria Maggi, la cui sentenza di assoluzione, come quella di Maurizio Tramonte, era invece stata annullata dalla medesima sentenza della Cassazione. Sia Maggi che Tramonte saranno condannati all'ergastolo nel 2015.

### Ultimi anni
Nel 1997, in un'intervista al Corriere della sera, Zorzi ha definito i suoi presunti rapporti con i servizi segreti "una leggenda metropolitana". Ha aggiunto che "in tutto l'archivio segreto del Viminale non c'è nulla su di me. E più archivi vengono fuori, più sono contento. Spero che nella villa al mare di Federico Umberto D'Amato si scopra una cassaforte con l'elenco delle spie più spie d'Italia. Si vedrà che non ci sono". Va rilevato che, nel momento in cui Zorzi concedeva quell'intervista, la deposizione dell'assistente di polizia Pierluigi Pascuzzi alla procura di Roma era ancora protetta da segreto istruttorio e non di dominio pubblico; nella deposizione si parlava di un presunto archivio segreto di D'Amato nascosto in una villa del litorale ostiense, archivio del quale Zorzi era evidentemente al corrente.
Nel 2002 il corrispondente de Il manifesto e della RAI Pio D'Emilia pubblica un'inchiesta in Giappone sulle sue vicende giudiziarie e svela retroscena sulle pratiche non ortodosse con le quali Zorzi avrebbe ottenuto la cittadinanza giapponese. Zorzi denunciò D'Emilia chiedendo 10 milioni di euro come risarcimento morale, assistito dall'avvocato Takeshi Takano, difensore di diversi criminali di guerra giapponesi.
Nel settembre del 2005 il settimanale L'Espresso pubblica una lunga inchiesta di Alessandro Gilioli sugli affari che Zorzi intratterebbe nel mondo del pellame e dell'alta moda, tramite la Grup.p. Italia e altre società anonime in Svizzera, Lussemburgo, Isola di Man, con la malavita giapponese e coreana, riportando accuse di riciclaggio, denunce per associazione a delinquere finalizzata alla truffa e usura insieme a Daniela Parmigiani, amministratrice della Gru.p. Italia, ai danni di Maurizio Gucci nel 1995. L'unico negozio della Grup.p al di fuori dell'Italia è a Bogotà, dove tuttora vive Siciliano. Gilioli rivela inoltre l'amicizia che lo lega agli ex-militanti di estrema destra Paolo Giachini e Massimiliano Fachini, imprenditori di pellame, e della vicinanza all'ex ufficiale nazista Erich Priebke. Sotto società anonime, Zorzi è il proprietario di Oxus a Milano, con sede in Galleria Vittorio Emanuele II, in locali di proprietà del comune meneghino, e di un altro negozio della stessa catena in Piazza Fiume a Roma Il giornale ha ricevuto una querela da parte della società detentrice del marchio ma è stato assolto..
Zorzi vive a Tokyo, nel quartiere di Aoyama. Da quando è stato assolto da tutte le accuse in via definitiva, terminando così la sua latitanza, ha potuto dare nuovo impulso imprenditoriale alle sue attività grazie a frequenti rientri in Europa e in Italia. Zorzi è intervenuto nel corso di una puntata della trasmissione televisiva Porta a Porta, condotta da Bruno Vespa, affermando la propria innocenza. La telefonata è stata in parte ritrasmessa durante la trasmissione Blu notte, condotta da Carlo Lucarelli, in una puntata dedicata alla strage di piazza Fontana. Dopo l'assoluzione in Cassazione, ha concesso una lunga intervista a Stefano Lorenzetto de il Giornale, dove, come detto, dichiara la propria vicinanza emotiva alle vittime delle stragi. Dal Giappone, coadiuvato dal nipote, Zorzi ha continuato la sua carriera imprenditoriale in Italia, tessendo tuttora una vasta rete di aziende operanti nel settore tessile e dell'alta moda con filiali in molteplici Paesi.